# Affrontement de la rue Rymarska
Guerre du Donbass
(fait partie de la Guerre russo-ukrainienne)
Batailles
- Euromaïdan
- Révolution de la Dignité
- Manifestations anti-Maïdan

Annexion de la Crimée
- Invasion russe de la Crimée
- Prise du Parlement de Crimée
- Prise de la base navale sud
- Incident de Simferopol
- Occupation russe de la Crimée

Troubles pro-russes
- Odessa
- Troubles pro-russes à Kharkiv (uk)
- Troubles pro-russes à Louhansk (uk)
- Affrontement de la rue Rymarska
- Proclamation de la république de Crimée
- Prise de Donetsk
- Proclamation de la RP de Donetsk
- Proclamation de la RP d'Odessa (hu)
- Proclamation de la RP de Lougansk
- Affrontements à Odessa du 2 mai (uk)
- Incendie de la Maison des syndicats d'Odessa

Guerre du Donbass
- Sloviansk
- Kramatorsk
- Artemivsk
- Marioupol
- Karlivka
- 1re Donetsk
- Louhansk
- Krasnyi Lyman
- Il-76
- Chyrokyne
- Frontière
- Saour-Mogyla
- Horlivka
- Vol Malaysia Airlines 17
- 2e Donetsk
- Loutouhyne
- Ilovaïsk
- Novoazovsk
- 3e Donetsk
- 32e barrage
- Volnovakha
- Debaltseve
- Marïnka
- Avdiïvka

Dans la nuit du 14 au 15 mars 2014, un affrontement a eu lieu rue Rymarska à Kharkiv, en Ukraine. Lors de manifestations pro-russes dans la ville, des forces russes et des manifestants locaux ont tenté de prendre d'assaut le bâtiment de l'organisation Patriote d'Ukraine, rue Rymarska, en utilisant des armes à feu et ont été repoussés par les défenseurs du bâtiment.
Deux assaillants pro-russes ont été tués et plusieurs personnes des deux côtés ont été blessées.

## Contexte

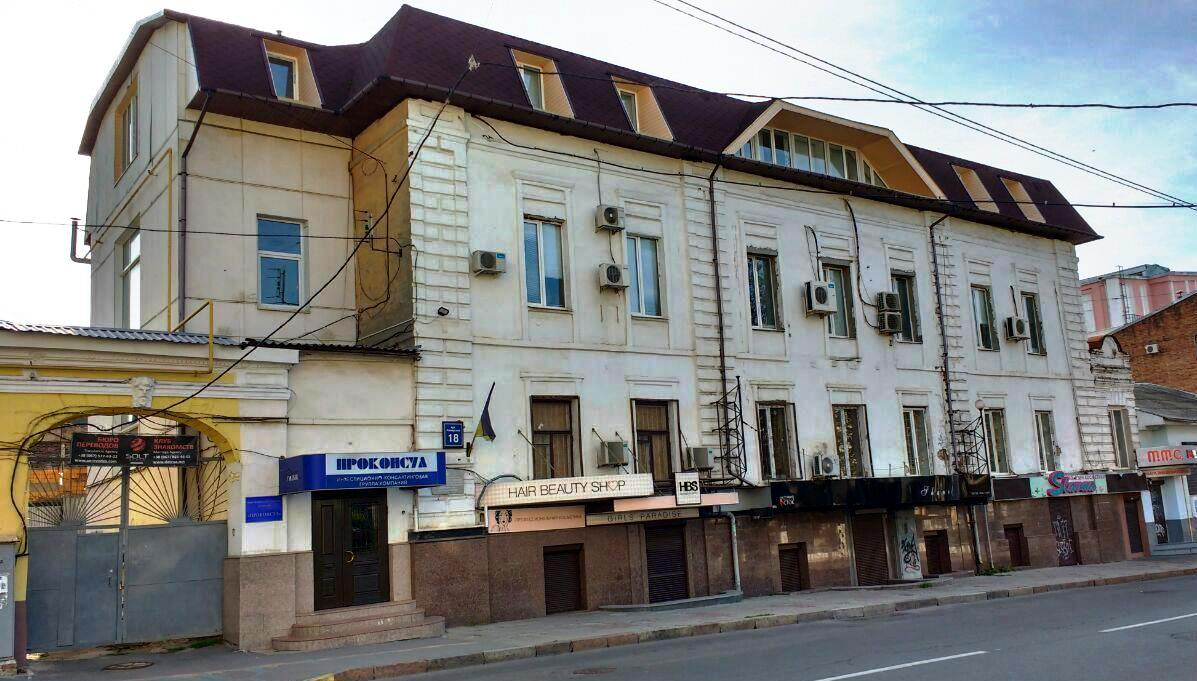
Maison de Kharkiv Prosvita en 2018

Les affrontement ont eu lieu alors que, dans le contexte du début de l'occupation militaire russe de la Crimée et de l'intention annoncée de la Russie d'y organiser un référendum sur son rattachement à la Fédération de Russie, des troubles et manifestations prorusses se déroulent dans plusieurs grandes villes ukrainiennes, dont Donetsk, Louhansk et Odessa. Le niveau de violence des manifestations était également en hausse. Le 13 mars, la veille des affrontements de la rue Rymarska, les participants à un rassemblement en faveur de l’intégrité territoriale de l’Ukraine à Donetsk ont été brutalement attaqués et le militant ukrainien Dmytro Chernyavsky a succombé à ses blessures à l’arme blanche.
Le bâtiment situé au 18 de la rue de Rymarska à Kharkiv accueillait les bureaux de l'organisation culturelle ukrainienne Prosvita jusqu'en 2012. Lors des événements de 2014, le bâtiment était utilisé par Patriotes d'Ukraine, une organisation nationaliste paramilitaire.

## Déroulement des événements
Le matin du 14 mars 2014, les forces de l'ordre ukrainiennes ont reçu des renseignements selon lesquels des militants pro-russes se préparaient à prendre d'assaut le bâtiment de la rue Rymarska ce soir-là.
Vers 18 heures, le bâtiment Prosvita a été bloqué par des motos et des voitures de motards de l'organisation prorusse « Loups de la Nuit » . Ils ont tiré sur un véhicule des forces ukrainiennes avec des armes traumatiques, mais après une bagarre avec des militants ukrainiens, ils ont battu en retraite. 
À la tombée de la nuit, une centaine de personnes du mouvement local se disant « Anti-Maïdan » se sont approchées du bâtiment. Des membres de l'organisation pro-russe « Oplot », accompagné d'une équipe de télévision LifeNews se préparaient également à prendre d'assaut le siège de l'organisation ukrainienne. L'un des dirigeants des forces pro-russes était Arsen Pavlov, un militant russe connu sous le nom de « Motorola », qui a admis plus tard qu'il s'agissait de la première bataille de son unité rebelle séparatiste prorusse,,,.
La zone des affrontement a été bouclée par les forces de police, mais qui ne sont pas intervenues activement contre les asaillants.
Lors de la première tentative d'assaut, des cocktail Molotov et des grenades assourdissantes ont été lancées depuis les fenêtres du deuxième étage sur les assaillants. Les forces pro-russes ont tenté de prendre le bâtiment par une entrée arrière donnant sur la rue Sumska, mais ont été repoussées dans une ruelle étroite.
L'affrontement a ensuite dégénéré en fusillade entre assaillants et défenseurs. Les défenseurs du bâtiment étaient armés de fusils à canon lisse et de fusils d'assaut, tandis que les forces pro-russes étaient équipées d'armes rayées, dont de calibres de 7,62 mm. Des balles ont commencé à pleuvoir à travers les fenêtres du bâtiment. Les militants russes marchaient en colonne lorsque le premier d'entre eux, Artem Zhudov, a été blessé par un fusil de chasse. Arsen Pavlov a couvert le départ de la colonne avec un panneau d'affichage endommagé. Après les premières victimes, les asaillants se sont retirés.
Les défenseurs ont réussi a tenir le bâtiment. Après l'arrivée sur place du maire de Kharkiv, Hennadiy Kernes, de la direction de la police municipale et des forces spéciales, 30 militants ukrainiens ont été arrêtés et conduits au poste de police, tandis que les Russes et les militants pro-russes ont quitté les lieux.

## Pertes
À la suite des affrontements, deux personnes, vraisemblablement membres de l'organisation « Oplot », sont mortes de blessures par balle. Selon l'hôpital de Kharkiv, l'un des hommes est mort de blessures par balle à l'estomac et à la poitrine (selon d'autres sources, de chevrotines), l'autre des blessures par balle à la poitrine. Quatre personnes ont également été blessées, dont un membre de l'organisation Patriote d'Ukraine et un policier. Toutes les victimes ont été hospitalisées dans des établissements médicaux.

### Vidéos
- Rymarska. Kharkiv. 14 mars 2014. 22h00 [Archivé le 11 avril 2022 sur la Wayback Machine .]
- Une ambulance emmène les blessés. Rymarska. Kharkiv. 14 mars 2014 [Archivé le 30 novembre 2014 sur la Wayback Machine ].
- Kharkiv. Rymarska. Nuit du 15 mars 2014.